# Page and Plant
Jimmy Page i Robert Plant, obojica bivši članovi rock sastava Led Zeppelin, nastupali su i snimali svoje stare i nove glazbene materijale tijekom 1990-ih pod nazivom  Page and Plant.
Glavni autorski dvojac Zeppelina ponovno se ujedinio 1994. godine, te snimio prvi uspješni i drugi manje uspješni album nakon kojih su slijedile dvije svjetske turneje, a razišli su se krajem 1998. godine i posvetili se svojim samostalnim projektima. Par je nastupio zajedno još jednom u srpnju 2001. godine na Montreux Jazz Festivalu.

Spojio ih je glazbeni producent Bill Curbishley koji je bio dugogodišnji Plantov manager i jedva ga je uspio nagovoriti na ponovnu suradnju s Pageom, nakon što im je ponuđen nastup u jednoj od emisija iz serije MTV Unplugged. Nastup je bio komercijalno i artistički toliko uspješan da je pokrenuo njihovu zajedničku svjetsku turneju. Ili rečeno Pageovim riječima: 
»To nam je dalo priliku da se prisjetimo nekih pjesama i tu istu sliku načinimo s puno, puno drukčijim okvirom.«

## Diskografija
Albumi
| Godina | Naslov                                            |
| ------ | ------------------------------------------------- |
| 1994.  | No Quarter: Jimmy Page and Robert Plant Unledded  |
| 1997.  | The Inner Flame: Rainer Ptacek Tribute (suradnja) |
| 1998.  | Walking into Clarksdale                           |

Singlovi
| Godina | Naziv                                 |
| ------ | ------------------------------------- |
| 1994.  | "The Battle of Evermore" (promotivni) |
| 1994.  | "Four Sticks" (promotivni)            |
| 1994.  | "Gallows Pole"                        |
| 1994.  | "Kashmir" (promotivni)                |
| 1995.  | "Thank You" (promotivni)              |
| 1995.  | "Wonderful One"                       |
| 1998.  | "Most High"                           |
| 1998.  | "Shining in the Light"                |
| 1998.  | "Sons of Freedom" (promotivni)        |

Video snimke
| Godina | Naslov                                           |
| ------ | ------------------------------------------------ |
| 2004.  | No Quarter: Jimmy Page and Robert Plant Unledded |